# Китайско-сомалийские отношения
Сомалийско-китайские отношения — дипломатические отношения между Сомали и Китайской Народной Республикой. Дипломатические отношения между странами были установлены 14 декабря 1960 года. В июне 1963 года страны подписали своё первое соглашение по торговле.

## История
Советско-китайский раскол привёл к разрыву отношений Китая с некоторыми странами Африки. В 1964 году сомалийские политики назвали свою страну первым регионом, где проявилось китайско-советское соперничество в Африке. В тот год сомалийцы депортировали советских дипломатов. В 1977 году Китай начал оказывать Сомали экономическую помощь. В январе 1991 года китайские дипломаты покинули страну в связи с началом Гражданской войны в Сомали и свержением правительства Сиада Барре. В 2002 году объём товарооборота между странами составил сумму в 3,39 млн. долларов США. В июле 2007 года китайская государственная нефтяная компания CNOOC подписала соглашение с правительством Сомали о разработке нефтяных месторождений в Пунтленде.